# Saison 2 de Lost Girl
Chronologie
Saison 1 Saison 3
Cet article présente les vingt-deux épisodes de la deuxième saison de la série télévisée canadienne Lost Girl.

## Synopsis
Bo est une jeune femme succube élevée par des parents adoptifs humains dans la complète ignorance des traditions de son peuple, les Fées (Fae en version originale, terme générique qui inclut à peu près toutes créatures issues du Petit peuple). En fuite depuis des années, incapable d'assumer son mode d'alimentation (elle se nourrit de l'énergie sexuelle des humains, causant leur mort car elle n'a pas appris à maîtriser ce don), elle finit par entrer en contact avec la société des siens. Celle-ci est divisée en deux clans : les Fées de la Lumière et les Fées de l'Ombre. Toutefois, Bo refuse de choisir un camp, bien qu'elle soit devenue très proche de Dyson, un lycanthrope de la Lumière. Elle reste donc neutre et s'installe comme détective privée, elle intervient dans des affaires liées aux deux camps, avec l'aide de son faire-valoir : Kenzi, une jeune humaine aux tendances kleptomanes.

## Distribution

### Acteurs principaux
- Anna Silk (VF : Marcha Van Boven) : Bo
- Kristen Holden-Ried (VF : Mathieu Moreau) : Dyson
- Ksenia Solo (VF : Violette Pallaro) : Kenzi Malikov
- Zoie Palmer (VF : Nathalie Hugo) : Dr Lauren Lewis
- Rick Howland (en) (VF : Patrick Donnay) : Fitzpatrick « Trick » McCorrigan
- K. C. Collins (en) (VF : Claudio Dos Santos) : Hale

### Acteurs récurrents
- Emmanuelle Vaugier (VF : Stéphanie Excoffier) : Evony Florette Marquis (la Morrigan)
- Vincent Walsh : Lachlan (le Frêne)
- Paul Amos (en) (VF : David Manet) : Vex, le Mesmer
- Lina Roessler : Ciara
- Athena Karkanis : Nadia
- Aaron Ashmore : Nate
- Kate Trotter : The Norn

## Production
Le 10 novembre 2010, la série a été renouvelée pour une deuxième saison de treize épisodes. Le 7 juillet 2011, la chaîne canadienne a annoncé une commande neuf épisodes supplémentaires portant la saison à vingt-deux épisodes.

### Diffusions
Au Canada, la saison est diffusée depuis le 4 septembre 2011 sur Showcase.
La chaîne américaine Syfy a commencé la diffusion de cette saison à la suite de la première saison, sans interruption.
La diffusion francophone va se dérouler ainsi :
En France, depuis le 16 février 2013 sur Numéro 23 ;
Au Québec, depuis le 19 août 2013 sur Ztélé
Aucune information n'a été annoncée pour le moment pour la Belgique et la Suisse.

## Liste des épisodes

### Épisode 1:Une alliance en danger
- Canada : 4 septembre 2011 sur Showcase
- France : 16 février 2013 sur Numéro 23[3]
- Québec : 19 août 2013 sur Ztélé[4]

- Canada : 420 000 téléspectateurs (première diffusion)

### Épisode 2:Un nouveau Frêne
- Canada : 11 septembre 2011 sur Showcase
- France : 23 février 2013 sur Numéro 23[3]
- Québec : 26 août 2013 sur Ztélé

- Canada : 358 000 téléspectateurs (première diffusion)

- Natalie Brown : Sabine Purcell
- Conrad Coates : The Blackthorn
- Chris Hoffman : Hamish

### Épisode 3:Cauchemars éveillés
- Canada : 18 septembre 2011 sur Showcase
- France : 2 mars 2013 sur Numéro 23[3]
- Québec : 2 septembre 2013 sur Ztélé

- Canada : 332 000 téléspectateurs (première diffusion)

### Épisode 4:Miroir, miroir
- Canada : 25 septembre 2011 sur Showcase
- France : 9 mars 2013 sur Numéro 23[3]
- Québec : 9 septembre 2013 sur Ztélé

### Épisode 5:Frères des loups
- Canada : 2 octobre 2011 sur Showcase
- France : 16 mars 2013 sur Numéro 23[3]
- Québec : 16 septembre 2013 sur Ztélé

- Canada : 345 000 téléspectateurs (première diffusion)

### Épisode 6:Un art fée abstrait
- Canada : 30 octobre 2011 sur Showcase
- France : 23 mars 2013 sur Numéro 23[3]
- Québec : 23 septembre 2013 sur Ztélé

- Canada : 265 000 téléspectateurs (première diffusion)

- Katie Boland : Bianca

### Épisode 7:L'Appel de l'océan
- Canada : 6 novembre 2011 sur Showcase
- France : 30 mars 2013 sur Numéro 23[3]
- Québec : 30 septembre 2013 sur Ztélé

- Canada : 236 000 téléspectateurs (première diffusion)

### Épisode 8:Cadavres exquis
- Canada : 13 novembre 2011 sur Showcase
- France : 6 avril 2013 sur Numéro 23[3]
- Québec : 7 octobre 2013 sur Ztélé

### Épisode 9:Dans la peau d'une autre
- Canada : 20 novembre 2011 sur Showcase
- France : 13 avril 2013 sur Numéro 23[3]
- Québec : 14 octobre 2013 sur Ztélé

- Canada : 285 000 téléspectateurs (première diffusion)

### Épisode 10:La Rage
- Canada : 27 novembre 2011 sur Showcase
- France : 13 avril 2013 sur Numéro 23[3]
- Québec : 21 octobre 2013 sur Ztélé

- Canada : 233 000 téléspectateurs (première diffusion)

### Épisode 11:Arbre de vie
- Canada : 4 décembre 2011 sur Showcase
- France : 20 avril 2013 sur Numéro 23[3]
- Québec : 28 octobre 2013 sur Ztélé

- Canada : 377 000 téléspectateurs (première diffusion)

### Épisode 12:Une vérité sous le masque
- Canada : 11 décembre 2011 sur Showcase
- France : 20 avril 2013 sur Numéro 23[3]
- Québec : 4 novembre 2013 sur Ztélé

### Épisode 13:La Lune de sang
- Canada : 18 décembre 2011 sur Showcase
- France : 27 avril 2013 sur Numéro 23[3]
- Québec : 11 novembre 2013 sur Ztélé

- Canada : 308 000 téléspectateurs (première diffusion)

### Épisode 14:La Lampe magique
- Canada : 22 janvier 2012 sur Showcase
- France : 27 avril 2013 sur Numéro 23[3]
- Québec : 18 novembre 2013 sur Ztélé

- Canada : 330 000 téléspectateurs (première diffusion)

### Épisode 15:Jeunesse volée
- Canada : 29 janvier 2012 sur Showcase
- France : 3 mai 2013 sur Numéro 23[3]
- Québec : 25 novembre 2013 sur Ztélé

- Canada : 264 000 téléspectateurs (première diffusion)

### Épisode 16:Retour au lycée
- Canada : 12 février 2012 sur Showcase
- France : 3 mai 2013 sur Numéro 23[3]
- Québec : 2 décembre 2013 sur Ztélé

### Épisode 17:La fille qui jouait avec le feu
- Canada : 19 février 2012 sur Showcase
- France : 10 mai 2013 sur Numéro 23[3]
- Québec : 9 décembre 2013 sur Ztélé

- Canada : 232 000 téléspectateurs (première diffusion)

### Épisode 18:Pour le meilleur et pour le pire
- Canada : 4 mars 2012 sur Showcase
- France : 10 mai 2013 sur Numéro 23[3]
- Québec : 16 décembre 2013 sur Ztélé

### Épisode 19:Vérités et Conséquences
- Canada : 11 mars 2012 sur Showcase
- France : 17 mai 2013 sur Numéro 23[3]
- Québec : 6 janvier 2014 sur Ztélé

- À la fin de l'épisode, il est possible d'entendre la chanson Close Watch d'Agnes Obel.[réf. souhaitée]

### Épisode 20:Le Sacrifice de Lachlan
- Canada : 18 mars 2012 sur Showcase
- France : 17 mai 2013 sur Numéro 23[3]
- Québec : 13 janvier 2014 sur Ztélé

### Épisode 21:La Part de l’ombre
- Canada : 25 mars 2012 sur Showcase
- France : 24 mai 2013 sur Numéro 23[3]
- Québec : 20 janvier 2014 sur Ztélé

### Épisode 22:L’Union sacrée
- Canada : 1er avril 2012 sur Showcase
- France : 24 mai 2013 sur Numéro 23[3]
- Québec : 27 janvier 2014 sur Ztélé